# Umbilicariomycetidae
De Umbilicariomycetidae vormen een onderklasse van de klasse der Lecanoromycetes.
Tot deze onderklasse behoren bepaalde soorten korstmossen.

## Taxonomie
De taxonomische indeling van de Umbilicariomycetidae is als volgt:
Onderklasse: Umbilicariomycetidae
- Orde: Umbilicariales
  - Familie: Elixiaceae
  - Familie: Fuscideaceae
  - Familie: Ophioparmaceae
  - Familie: Ropalosporaceae
  - Familie: Umbilicariaceae